# Lick It Up
Lick It Up es el undécimo álbum de estudio de la banda estadounidense de hard rock Kiss, publicado el 23 de septiembre de 1983 a través de la discográfica Mercury Records. Este trabajo supuso el debut como miembro oficial de Vinnie Vincent, que había reemplazado al guitarrista original Ace Frehley el año anterior y había participado como compositor y músico de sesión en el disco Creatures of the Night (1982). El álbum tuvo una buena recepción comercial en comparación con sus tres antecesores, lo que le permitió conseguir una certificación de disco de platino por parte de la RIAA. Parte del éxito del disco se debió a la publicidad generada por el hecho de que los miembros del grupo abandonaran sus característicos maquillajes por los que eran conocidos.
Mercury Records extrajo los sencillos «Lick It Up», que pese a alcanzar únicamente la posición 66 del Billboard Hot 100 es una canción recurrente de su repertorio en directo, y «All Hell's Breakin' Loose», que aunque falló en posicionarse en las principales listas de éxitos, su vídeo musical recibió una nominación a los MTV Video Music Awards.

## Trasfondo

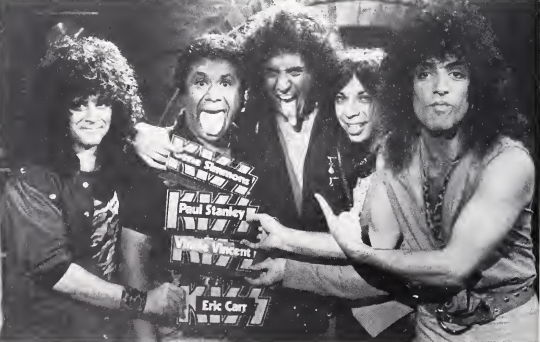
Kiss en MTV en septiembre de 1983, su primera aparición pública sin maquillaje. De izquierda a derecha: Carr, JJ Jackson (VJ de MTV), Simmons, Vincent y Stanley.

Creatures of the Night (1982), el álbum que precedió a Lick It Up, es el primer trabajo de Kiss que no cuenta con la participación del guitarrista Ace Frehley, a pesar de aparecer en su portada y los créditos. Tras su publicación, el músico abandonó la banda y le reemplazó Vinnie Vincent, quien había participado en la grabación de varias canciones de Creatures of the Night, así como en la composición de tres de ellas. La baja recepción comercial del disco en los Estados Unidos, donde no lograría la certificación de disco de oro hasta 1994, unida a la cancelación de varios conciertos de su gira llevó a los líderes del grupo —Gene Simmons (bajo) y Paul Stanley (guitarra)— a tomar la decisión de abandonar sus característicos maquillaje por los que eran conocidos para el lanzamiento de Lick It Up.
Si el tramo estadounidense de la gira promocional de Creatures of the Night fue un fracaso, el brasileño no. En el país sudamericano, Kiss concluyó la gira con tres conciertos: el primero de ellos en el estadio de Maracaná (Río de Janeiro) ante 137 000 personas —la mayor audiencia en la carrera de Kiss—, el segundo en el estadio Mineirão (Belo Horizonte) ante 30 000 y el tercero en el estadio Morumbi (São Paulo) el 25 de junio de 1983, ante 65 000 y que sería su última actuación con maquillaje hasta la reunión de la formación original en 1996.

## Grabación
La grabación de Lick It Up comenzó en julio de 1983 en los estudio neoyorquinos Right Track y Record Plant bajo la producción de Michael James Jackson (que ya había realizado esa labor en Creatures of the Night), Gene Simmons y Paul Stanley. De acuerdo con este último, la banda volvió a confiar en Jackson porque «estábamos felices con la producción de Creatures» y «nos sentimos seguros de trabajar con él de nuevo, continuando la construcción de nuestro regreso al rock and roll». Antes de entrar en los estudios, Kiss ya había realizado «una maqueta de cuatro o cinco canciones que más tarde volveríamos a grabar» según Vinnie Vincent. Jackson relató que durante la grabación trabajaban desde el mediodía hasta las dos o las tres de la mañana, seis días a la semana y que «el único día libre se convirtió en un borrón que pasaba brevemente entre las sesiones». De acuerdo con el productor, el uso simultáneo de dos estudios neoyorquinos se debió a que la grabación no la habían terminado en los plazos establecidos.
A diferencia de Creatures of the Night, que contó con la participación de varios músicos de sesión, en Lick It Up sólo intervino el guitarrista Rick Derringer, que grabó el solo en «Exciter». Este hecho, provocado porque según Jackson, «había cosas que Vinnie no podía tocar. Su sensibilidad era a menudo demasiado melódica para el estilo de la banda», no agradó a Vincent, quien atribuyó la decisión de reclutar a Derringer a Simmons y Stanley, y que apuntó que no supo de su sustitución hasta completar el álbum.

## Música

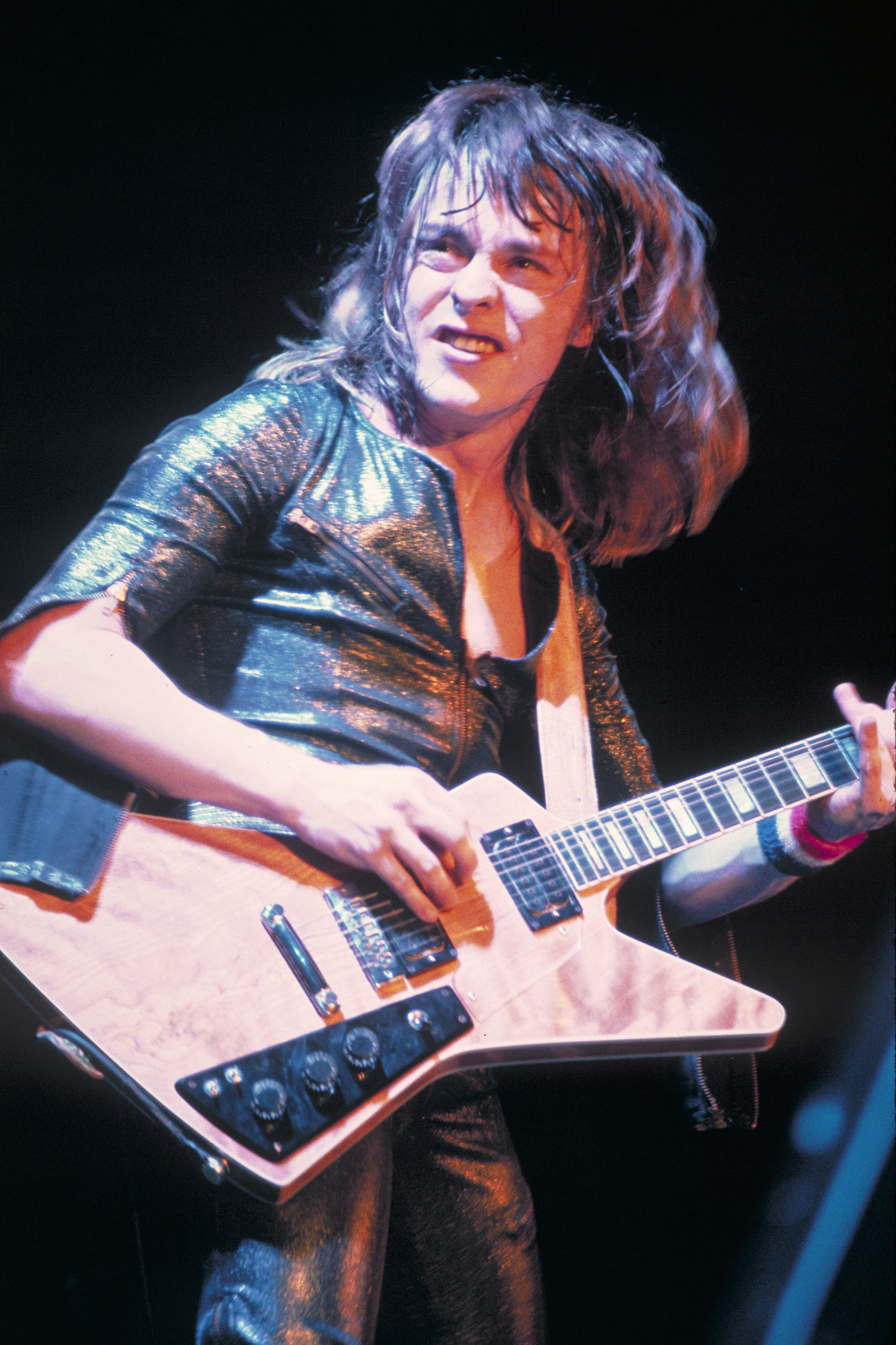
Rick Derringer interpretó el solo en «Exciter», algo que no agradó a Vinnie Vincent.

El álbum comienza con «Exciter», compuesta por Paul Stanley y Vinnie Vincent originalmente con el nombre «You», y cuyo solo de guitarra lo interpretó Rick Derringer, cuyas únicas indicaciones para la grabación fueron: «Simplemente vuélvete loco». «Not for the Innocent», surgió a partir de una pista de guitarra de Vincent a la que Simmons decidió aportar un título negativo y en cuya letra el bajista avisa a todo el mundo de «encerrar a sus hijas porque Kiss llega a la ciudad». «Lick It Up» es el primer sencillo, acreditado a Stanley y Vincent, y que de acuerdo con el primero, surgió en su casa en Nueva York, no sin antes decidir que debería tener una letra pegadiza y un gancho memorable. Vincent apuntó que el proceso fue distinto, ya que él ya había ideado el título y la melodía, pero que a Stanley no le habían sorprendido, de modo que recurrió a Simmons, que tuvo una impresión positiva y que le sugirió volver a mostrársela a Stanley, quien no la reconoció y que esta vez sí dio su aprobación. Por su parte, «Young and Wasted» tuvo como compositores a Vincent y a Simmons, quien tomó como inspiración para su letra un artículo del periódico Soho Weekly News que trataba sobre ser considerado «joven e inútil para los círculos sociales que giraban en torno a las galerías de arte». «Gimme More» está compuesta por Vincent y Stanley, y en la que este último canta letras románticas y sexuales como: «Love is sweet, so insane, come on lick my candy cane» —en español: «El amor es dulce, tan demente, ven y lame mi bastón de caramelo»—.
La cara B del disco empieza con el sencillo «All Hell's Breakin' Loose», acreditada a los cuatro integrantes del grupo, pero compuesta originalmente por Eric Carr, quien la orientó al estilo de Led Zeppelin. Simmons creó el estribillo y Stanley decidió rapear su letra, algo que según este último no complació al batería: «Eric era un tipo muy sensible y estaba completamente deshecho al escuchar como se había arruinado su canción». «A Million to One» es una composición de Vincent y Stanley, que de acuerdo con el productor Michael James Jackson: «De todos los temas con los que Vinnie contribuyó a Lick It Up, este sería el que acabó teniendo un fuerte elemento melódico. Aunque no tenía particularmente el estilo tradicional de Kiss, al final, la banda la hizo suya». Stanley alegó en su autobiografía: «Imagino que a todos nos gusta creer que somos insustituibles en una relación y que nadie volverá a querer a esa persona tanto como la quisimos nosotros». Simmons aparece en los créditos como el único compositor de «Fits Like a Glove», aunque según él, Vincent también participó. De acuerdo con el bajista, el hecho de que apenas la interpretara en directo era debido a que tenía partes muy agudas que le dificultaban cantarla; además destacó que su parte favorita de la canción era la letra «When I go through her, it's just like a hot knife through butter»  —en español: «Cuando la atravieso, es como un cuchillo caliente atravesando mantequilla»—. «Dance All Over Your Face» la compuso únicamente Simmons, quien tomó como inspiración su propia canción «Larger Than Life», incluida en Alive II, aunque según él no funcionó. «And on the 8th Day», el tema que cierra el disco, lo escribieron Simmons y Vincent, quien lo originó a partir de la frase «On the 8th day God created rock ‘n’ roll»  —en español: «En el octavo día Dios creó el rock ‘n’ roll»—.

## Diseño artístico
Lick It Up es el primer álbum de Kiss que mostró en su portada a los integrantes del grupo sin sus característicos maquillajes. La carátula del disco muestra una fotografía tomada por Bernard Vidal que expone a los miembros del conjunto con ropa de calle sobre un fondo blanco y a Gene Simmons sacando su lengua para, según él: «Tratar de mantener algo que nos conectara con el pasado, para recordar a los aficionados que no éramos una banda nueva». Por su parte, Vinnie Vincent tuvo que utilizar una peluca en la sesión fotográfica porque según Paul Stanley, muchos preguntaban si era una chica, aunque no volvería a emplearla en la gira promocional.

## Recepción

### Comercial
Lick It Up salió a la venta el 18 de septiembre de 1983 a través de Mercury Records y alcanzó el vigésimo cuarto puesto del Billboard 200, la mejor posición para el grupo desde la novena lograda por Dynasty (1979). Supuso además el séptimo trabajo de la banda —el undécimo considerando los discos en solitario de 1978— que consiguió la certificación de platino de la RIAA. El álbum también tuvo una buena recepción comercial en Europa, donde se colocó entre los diez mejores en los países escandinavos y al séptimo puesto en el UK Albums Chart, el mejor para el grupo en el Reino Unido hasta entonces.
La canción homónima es el primer sencillo de Lick It Up y pese a que únicamente subió a la posición 66 del Billboard Hot 100, alcanzó el mejor posicionamiento para la agrupación desde la 56 obtenida por «A World Without Heroes» (1981). Fuera de los Estados Unidos, el tema tuvo mejor acogida y se situó entre los treinta y cinco mejores en Suiza, Canadá y el Reino Unido, donde supuso ser el sencillo más exitoso del conjunto hasta entonces. «All Hell's Breakin' Loose» es el segundo sencillo del álbum y únicamente llegó al puesto 71 de la lista alemana. A ambos sencillos les acompañaron sendos vídeos musicales en los que los miembros de la agrupación caminan por una ciudad posapocalíptica; el de «All Hell's Breakin' Loose» recibió una nominación a los MTV Video Music Awards en la categoría de mejor cinematografía, aunque el ganador sería «Every Breath You Take» de The Police.

### Crítica
Tras su lanzamiento, Lick It Up recibió principalmente reseñas positivas, algo que según Paul Stanley era la prueba de que «la gente escucha con los ojos». Richard Bienstock, crítico de Rolling Stone, señaló que el álbum «resucitó a la banda mediante la reinvención» y que «Vinnie Vincent arrastró a Kiss a la era moderna insuflando canciones como “Exciter” y el inolvidable tema que da título al disco». Greg Prato de Allmusic destacó que «pistas como “Exciter”, “Not for the Innocent”, “A Million to One” y la rap-rockera “All Hell's Breaking Loose” confirmaron que el grupo estaba de nuevo en el buen camino. Vinnie Vincent de nuevo demostró ser un sustituto digno del guitarrista original Ace Frehley». Prato alegó al final de su reseña: «Lick It Up es indudablemente el mejor álbum de Kiss sin maquillaje». Chuck Klosterman, autor del libro Fargo Rock City, escribió que «es un muy buen [disco] de hard rock y el catalizador para la recuperación de la banda. Tiene un poco de relleno (lo cual era un problema demasiado común en las grabaciones de Kiss de la década de 1980), pero las mejores cosas —“Fits Like a Glove”, “All Hell's Breakin' Loose” y el tema título— demostraron que Gene y Paul podían hacer metal contemporáneo y competitivo para una segunda generación de aficionados de Kiss». Matthew Wilkening de Ultimate Classic Rock apuntó que «Lick It Up canjea la dinámica gloriosa de su predecesor por un sonido mucho más elegante, pulido y ligeramente pop metal. La química compositiva entre Simmons, Vincent y Stanley resultó en uno de los álbumes más cohesivos y atractivos del conjunto». Por su parte, Dante Bonutto de Kerrang! consideró que «la producción está más balanceada» que en Creatures of the Night y que la utilización de distintos estudios neoyorquinos «resultó en el álbum más sutil y completo de su carrera».

## Lista de canciones
| Cara A |                        |                              |               |          |  |
| N.º    | Título                 | Escritor(es)                 | Voz principal | Duración |  |
| 1.     | «Exciter»              | Paul Stanley, Vinnie Vincent | Stanley       | 4:10     |  |
| 2.     | «Not for the Innocent» | Gene Simmons, Vincent        | Simmons       | 4:22     |  |
| 3.     | «Lick It Up»           | Stanley, Vincent             | Stanley       | 3:56     |  |
| 4.     | «Young and Wasted»     | Simmons, Vincent             | Simmons       | 4:05     |  |
| 5.     | «Gimme More»           | Stanley, Vincent             | Stanley       | 3:43     |  |

| Cara B |                             |                                      |               |          |  |
| N.º    | Título                      | Escritor(es)                         | Voz principal | Duración |  |
| 1.     | «All Hell's Breakin' Loose» | Eric Carr, Stanley, Simmons, Vincent | Stanley       | 4:34     |  |
| 2.     | «A Million to One»          | Stanley, Vincent                     | Stanley       | 4:17     |  |
| 3.     | «Fits Like a Glove»         | Simmons                              | Simmons       | 4:04     |  |
| 4.     | «Dance All Over Your Face»  | Simmons                              | Simmons       | 4:16     |  |
| 5.     | «And on the 8th Day»        | Simmons, Vincent                     | Simmons       | 4:02     |  |

Fuente: Allmusic.

## Créditos
| Kiss - Paul Stanley - guitarra rítmica, voz - Gene Simmons - bajo, voz - Eric Carr - batería, percusión, coros - Vinnie Vincent - guitarra solista, coros | - Michael James Jackson, Gene Simmons y Paul Stanley - producción - Rick Derringer - guitarra solista en «Exciter» - George Marino - masterización - Danny Caccavo, Frank Filipetti, Rob Freeman y Dave Wittman - ingeniería - Bernard Vidal - portada, fotografía - Bruce Davidson - fotografía |

Fuente: Allmusic.

## Posición en las listas
| País           | Lista                   | Mejor posición | Ref.   |
| -------------- | ----------------------- | -------------- | ------ |
| Alemania       | German Albums Chart     | 18             | [ 41 ] |
| Austria        | Alben Top 75            | 13             | [ 41 ] |
| Canadá         | Canadian Albums Chart   | 46             | [ 42 ] |
| Estados Unidos | Billboard 200           | 24             | [ 25 ] |
| Finlandia      | Suomen virallinen lista | 7              | [ 26 ] |
| Francia        | Top 200 Albums          | 17             | [ 43 ] |
| Noruega        | Topp 40 Album           | 7              | [ 27 ] |
| Países Bajos   | Album Top 100           | 14             | [ 44 ] |
| Reino Unido    | UK Albums Chart         | 7              | [ 29 ] |
| Suecia         | Sverigetopplistan       | 3              | [ 28 ] |
| Suiza          | Schweizer Hitparade     | 10             | [ 45 ] |

| País                        | Lista                  | Mejor posición | Ref.         |              |              |              |              |              |              |              |              |              |              |
| «Lick It Up»                | «Lick It Up»           | «Lick It Up»   | «Lick It Up» | «Lick It Up» | «Lick It Up» | «Lick It Up» | «Lick It Up» | «Lick It Up» | «Lick It Up» | «Lick It Up» | «Lick It Up» | «Lick It Up» | «Lick It Up» |
| --------------------------- | ---------------------- | -------------- | ------------ | ------------ | ------------ | ------------ | ------------ | ------------ | ------------ | ------------ | ------------ | ------------ | ------------ |
| Canadá                      | Canadian Singles Chart | 32             | [ 31 ]       |              |              |              |              |              |              |              |              |              |              |
| Estados Unidos              | Billboard Hot 100      | 66             | [ 25 ]       |              |              |              |              |              |              |              |              |              |              |
| Francia                     | Top 200 Singles        | 58             | [ 46 ]       |              |              |              |              |              |              |              |              |              |              |
| Reino Unido                 | UK Singles Chart       | 31             | [ 29 ]       |              |              |              |              |              |              |              |              |              |              |
| Suiza                       | Singles Top 75         | 24             | [ 30 ]       |              |              |              |              |              |              |              |              |              |              |
| «All Hell's Breakin' Loose» |                        |                |              |              |              |              |              |              |              |              |              |              |              |
| Alemania                    | German Singles Chart   | 71             | [ 32 ]       |              |              |              |              |              |              |              |              |              |              |

## Certificaciones
| País           | Certificación | Ventas | Ref.   |
| -------------- | ------------- | ------ | ------ |
| Canadá         | Oro           | 50 000 | [ 47 ] |
| Estados Unidos | Platino       | 1 000  | [ 4 ]  |